# Юлиян Минков (философ)
Юлиян Ангелов Минков е български философ и социолог, виден представител на българската философска и социологическа мисъл от комунистическия и посткомунистическия период.

## Биография
Роден е на 13 февруари 1937 г. в София, Царство България, в семейството на адвокат и домакиня. От 1960 г. до 1968 г. работи в научно-информационния център „Българска енциклопедия” при Българската академия на науките. От 1960 до 2006 г. е научен работник в Българската академия на науките.
Получава научни степени и звания като: доктор на философските науки (1982, кандидат ф.н. 1970), професор и ст.н.с. І ст. (трикратно в сродни области, 1985, 1987, 1990, от 1973 старши научен сътрудник). През 1969 г. защитава дисертация в Софийския университет на тема „Философско-гносеологическата проблема за обосноваването на индукцията“, а през 1982 г. – хабилитационен труд на тема „Познавателното единомислие и познавателните разногласия в науката: теоретичен методологичен анализ“.
Бил е водещ на философски беседи („Науката: благо или проклятие“) в програма „Знание“ на Българското национално радио.

### Личен живот
В личния му живот има един брак, с една дъщеря и син. Женен е за инженера и специалист по кибернетика Христина Г. Даскалова. Негова сестра е радиоводещата Гита Минкова.

### Монографии
- Логически структури в познавателния процес (София: Наука и изкуство, 1973).
- Науката и човекът (София: Наука и изкуство, 1973).
- 'Благо или проклятие?’ Научните постижения и тяхното въздействие върху човека(София: Партиздат, 1978).
- Единомислие и разногласия в науката (София: Наука и изкуство, 1982).
- Наука и култура – фактори и образци (София: Наука и изкуство, 1986).

### Съставител на сборници
- Човекът в научната дейност (София: Наука и изкуство, 1976)
- Contemporary sociology in Bulgaria: Selected Studies (Sofia: Bulgаrian Academy of Sciences, 1978)
- Плурализмът: в началото на българското обновление, 1989/1990 гг. (София: Наука и изкуство, 1990)